# Jeanloup Sieff
Jeanloup Sieff (Parijs, 30 november 1933 - aldaar, 20 september 2000) was een Frans fotograaf, vooral bekend om zijn modefoto's, portretten, reportages, landschappen en naakten, veelal in zwart-wit.

## Leven en werk
Sieffs ouders waren van Poolse herkomst. Hij studeerde fotografie in Parijs en Vevey. In 1954 begon hij te werken als fotojournalist en modefotograaf voor het tijdschrift Elle. Later verbond hij zich ook freelance aan Magnum Photos. Van 1961 tot 1966 verbleef hij in New York, waar hij werkte voor bekende tijdschriften als Vogue, Harper's Bazaar en Paris Match. Daarna keerde hij terug naar Parijs.
Behalve als mode- en reportagefotograaf maakte Sieff ook naam als portretfotograaf en kunstfotograaf. Hij werkte vooral in zwart-wit en maakte overwegend gebruik van een groothoekobjectief. Hij trok de aandacht met zijn naakten, maar maakte ook veel dans- en balletfoto’s. Hij werkte graag met modellen uit de danswereld vanwege hun lichaamsbeheersing en de manier waarop ze ruimte kunnen vullen.
Sieff werd meermaals onderscheiden en werd in 1992 opgenomen in het Franse Legioen van Eer. Hij overleed in 2000, 66 jaar oud. Tegenwoordig wordt hij gerekend tot de belangrijkste fotografen uit de vorige eeuw. Zijn werk verscheen internationaal in tal van fotoboeken. In 2010 bracht een verzameling van zijn foto's bij het veilinghuis Christie's in totaal 416.300 euro op.